# Station Słomniki Miasto
Station Słomniki Miasto is een spoorwegstation in de Poolse plaats Słomniki.